# Michael Hunter
Michael Hunter est un compositeur et musicien écossais qui a composé le thème principal du jeu Grand Theft Auto: San Andreas ainsi que celui de Grand Theft Auto IV.
Il a également publié des morceaux sous le pseudonyme Pablo et Butch Cassidy Sound System.
Le 22 août 2011, il sortit son premier album State of Flux, sous sa propre maison d'édition : OLBAP Music,.